# Sân bay Haeju
Sân bay Haeju là một sân bay ở Haeju, Nam Hwanghae, Cộng hòa Dân chủ Nhân dân Triều Tiên. Sân bay Haeju thuộc quản lý của Quân đội Nhân dân Triều Tiên. Sân bay này phục vụ quân sự nhưng cũng có một số hạn chế các chuyến bay dân sự. Sân bay Haeju có 1 đường băng dài 1200 m có bề mặt rải bê tông nhựa.

## Các hãng hàng không và các tuyến điểm
- Air Koryo (Pyongyang, Chongjin)